# Кузнецов, Вячеслав Михайлович
Вячеслав Михайлович Кузнецо́в (29 июня 1962 — 14 августа 2011, Камышин, Волгоградская область, Россия) — советский и российский футболист, полузащитник; тренер.
Начинал карьеру в волгоградском «Роторе». В 1987—1994 годах выступал за камышинский «Текстильщик», полтора сезона в 1992—1993 провёл в «Авангарде». В составе «Текстильщика» выступал в Кубке УЕФА. После завершения карьеры игрока работал тренером «Текстильщика» (2003—2006). В 2007—2008 годах работал главным тренером команды, в 2007 году из-за отсутствия тренерской лицензии числился администратором. Впоследствии работал в СДЮСШОР № 2.
Скончался 14 августа 2011 года после продолжительной болезни.